# سنجق البوسنة
سنجق البوسنة (بالبوسنوية: Bosanski sandžak, Босански санџак)‏ (بالتركية: Bosna Sancağı)‏، هو أحد السناجق التابعة للدولة العثمانية. تأسس السنجق سنة 1463م كجزء تابع لإيالة الروملي، ثم أُلحق بإيالة البوسنة عام 1580م وأصبح السنجق المركزي لتلك الإيالة.
وبعد إلغاء نظام الإيالات سنة 1864م، أصبح سنجق البوسنة أحد السناجق التابعة لولاية البوسنة التي أُنشئت حديثًا. وفي سنة 1908م، ومع خروج الولاية من حُكم الدولة العثمانية ودخولها تحت إدارة الإمبراطورية النمساوية المجرية، أُلغي السنجق رسميًا.

## التاريخ
بعد الحملة التي قادها السلطان العثماني محمد الفاتح بين شهري مايو/أيار ويوليو/تموز من عام 1463م، تم ضم البوسنة إلى أراضي الدولة العثمانية. وعلى الفور بعد هذا الفتح، أُنشئ سنجق البوسنة تابعًا لإيالة الروملي. وبحسب كلٍّ من المؤرخين العثمانيين: المؤرخ عاشقِي والمؤرخ نشري، فإن أول حاكم (سنجق بك) للبوسنة كان منّة أوغلو محمد بك (بالتركية: Minnetoğlu Mehmed Bey)‏، الذي كان سابقًا سنجق بك سمندرية. وكان مقرّ سنجق بك البوسنة في البداية بمدينة "يايچه" حتى خريف 1463م، ثم نُقل إلى سراييفو. وبين عام 1554م و1563م تم نقل المركز مرة أخرى إلى بانيا لوكا.
أُلحق سنجق البوسنة إلى إيالة البوسنة التي أُنشئت بموجب فرمان صدر بتاريخ 5 سبتمبر /أيلول 1580م، وأصبح هو السنجق المركزي لتلك الإيالة. ومع صدور لائحة تنظيم الولايات (بالتركية العثمانية: تشكيلي ولايت نظامنامه)‏ (بالتركية: Teşkil-i Vilâyet Nizamnâmesi)‏ لسنة 1864م، أُلغيت الإيالات في الدولة العثمانية، وتم استحداث نظام الولايات، فأصبح سنجق البوسنة أحد سناجق ولاية البوسنة. وفي عام 1908م، خرجت الولاية من تحت الإدارة العثمانية ودخلت تحت حكم الإمبراطورية النمساوية المجرية، وبذلك أُلغي سنجق البوسنة رسميًا.

## الهيكل الإداري
وفقًا لسجلات التَحرير المحفوظة التي أُعدَّت بين عامي 1468م و1469م، كانت أكبر وحدة إدارية في سنجق البوسنة هي "الولاية" (بالتركية: vilayet)‏؛ وهو مصطلح كان يُستخدم في البوسنة قبل دخولها تحت الحكم العثماني، واستمر استخدامه بعد الفتح كذلك.
ووفقًا للمؤرخ طورسون بك (بالتركية: Dursun Bey)‏، في مؤلفه تاريخ أبو الفتح (بالتركية: Tarih-i Ebu'l-feth)‏، فقد كانت البوسنة قبل الفتح العثماني مُقسمة إلى أربع ولايات رئيسية، هي:
1. أراضي مَلِك البوسنة،
2. وأراضي آل بافلو (Pavlović)،
3. وأراضي آل كوفاتشيتش (Kovačević)،
4. وأراضي الهرسك (وكان يحكمها أسطفان كوساتشا – Stjepan Kosača).

وقد حافظ العثمانيون على هذا التقسيم الإداري إلى حد كبير حتى بعد فتح البوسنة.
وبالإضافة إلى هذه المقاطعات الأربع، أُلحقت بسنجق البوسنة في عام 1455م ولايتا مقاطعتي يليتش (Jeliće) وساراي اللتين كانتا تحت إدارة إسحاق أوغلو عيسى بك وكانتا متصلتين بحدود إسكوبية.
وفي صيف عام 1563م، انتُزعت أراضي الهرسك من الحكم العثماني، لكن في عامي 1565م و1566م استعادت الدولة العثمانية معظم تلك الأراضي، وأُعيد تأسيس "ولاية الهرسك" وربطها من جديد بسنجق البوسنة.
وبحسب السجل نفسه المؤرخ بين 1468م–1469م، كان سنجق البوسنة عند تأسيسه يتكوّن من 6 ولايات كبيرة و7 قضاءات (مناطق يشرف عليها قاضٍ شرعي).
وهذه المقاطعات والقضاءات هي كما يلي:

### الولايات الست الكبرى (Vilayetler):
1. ولاية بوسنة ملكي (Bosna vilayeti) – أراضي ملك البوسنة.
2. ولاية بافلي أوغوللاري (Pavli-oğulları vilayeti) – أراضي آل بافلوفيتش.
3. ولاية كوفاج أوغوللاري (Kovaç-oğulları vilayeti) – أراضي آل كوفاتشيتش.
4. ولاية هرسك (Hersek vilayeti) – أراضي ستيبان كوساتشا، والتي أُعيد ضمها لاحقًا بعد فقدانها مؤقتًا.
5. ولاية يليتش (Yeleç vilayeti) – كانت سابقًا تابعة لحدود إسكوب، ضُمّت سنة 1455م.
6. ولاية سراي (Saray vilayeti) – ضُمّت مع يليتش أيضًا في 1455م، وهي المنطقة التي أصبحت لاحقًا سراي بوسنة (سراييفو).

### القضاءات السبع (Kadılıklar):
1. قضاء سراي.
2. قضاء فيساك (Vişegrad).
3. قضاء سنبروك (Srebrenica).
4. قضاء طرافنيك (Travnik).
5. قضاء سريبرينيتسا (Srebrenica).
6. قضاء هرسك نوفي (Hersek Novi) – أُلحقت لاحقًا بعد استعادة أراضي الهرسك.
7. قضاء بانيا لوكا (Banya Luka) – التي أصبحت لاحقًا مركزًا إداريًا مهمًا للسنجق.

مع تأسيس سنجق الهرسك في عام 1470م، انفصلت الولاية عن سنجق البوسنة. ووفقًا لسجل عام 1485م، تم تغيير اسم قضاء بوبوفاتس إلى قضاء برود، كما نُقل مركز قضاء يليتش الواقع في ولاية يليتش إلى يني بازار، وتم تغيير اسمه إلى يني بازار. ويُلاحظ أن استخدام تسمية "ولاية يني پازار" (نوفي بازار) بدلاً من "ولاية يليتش" يعود إلى عام 1477م. وفي سجل عام 1485م، وردت أسماء قضاء برود، وقضاء يني پازار، بالإضافة إلى قضاء سراي، وقضاء نيريتفا، وقضاء فيشيغراد. وفي عام 1489م، ذُكر أن قضاءي نيريتفا وبرود قد جُمِعا تحت سلطة قاضٍ واحد.

## بكوات سنجق البوسنة
1. منة أوغلو محمد بك، 1463م-7 فبراير 1464م
2. اسحق أوغلى عيسى بك، 7 فبراير 1464م-1470م
3. عياز بك، 1470م-1474م
4. سنان بك، 1474م
5. كوجا داود باشا، 1474م-1475م
6. مالقوچ أوغلى بالي بك، 1475م-1477م
7. إسكندر باشا، 1477م-1479م
8. كوجا داود باشا، 1479م-1480م
9. إسكندر باشا، 1480م-1482م
10. يحيى بك، 1482م-1483م
11. عياز باشا، 1483م-1484م
12. إسحق أوغلو محمد بك، 1484م-1485م
13. سنان بك، 1485م-1490م.
14. خادم يعقوب باشا، 1490م-1493م.
15. يحيى باشا، 1493م-1496م
16. فيروز بك، 1496م-1498م
17. إسكندر باشا، 1498م-1505م
18. فيروز بك، 1505م-1512م
19. خادم سنان باشا، 1512م-1513م
20. يونس بك، 1513م-14 أبريل 1515م
21. إسكندر باشا زاد مصطفى باشا، 14 أكتوبر 1515م - 17 أبريل 1516م
22. غازي حسن بك، 17 أبريل 1516م-1517م
23. ميهالوغلو غازي محمد بك، 1517م-1519م
24. يحيي پاشا زاده غازي بالي بك، 1519م-15 سبتمبر 1521م
25. غازي خسرو بك، 15 سبتمبر 1521م-1525م
26. غازي حسن بك، 1525م-1526م
27. غازي خسرو بك، 1526م-1534م
28. علماء خان، 1534م-1536م
29. غازي خسرو بك، 1536م - 18 يونيو 1541م
30. علماء خان، 18 يونيو 1541م-1547م
31. صوفي علي بك، 1547م-1549م
32. ذو القدر أوغلو محمد باشا، 1549م-1550م
33. خادم علي بك، 1550م-1551م
34. صوفي محمد باشا، 1551م-1553م
35. خادم غازي علي باشا، 1553م
36. دوغالي مالقوچ باي، 1553م-1554م
37. قره عثمان خان، 1554م-1555م
38. قره مصطفى بك سوكول، 1555م-1557م
39. بيهار أغلو حمزة بك، 1557م-1561م
40. صقللي حسن بك، 1561م-1562م
41. بوليان أوغلو سنان باي، 1562م-1564م
42. صقللي مصطفى بك، 1564م-1566م
43. صقللي محمد بك، 1566م-1568م
44. فرهاد بك، 1568م، 25 يونيو 1568م
45. صقللي محمد بك، 25 يونيو، 1568م-1574م
46. فرحات باشا الصقللي، 1574م-1580م.